# أيتيوس الأنطاكي
أيتيوس الأنطاكي ( /eɪˈiːʃiəs/ ، Greek ؛ (باللاتينية: Aëtius Antiochenus)‏ ؛ fl. 350 ) ، الملقب بـ «الملحد» من قبل أعدائه الثالوثيين،  مؤسس الأنوميانية، كان من مواليد سوريا.